# University Press of Colorado
La University Press of Colorado es una editorial universitaria respaldada parcialmente por el Adams State College, la Universidad Estatal de Colorado, la Universidad de Fort Lewis, la Universidad Estatal Metropolitana de Denver, la Universidad de Colorado en Boulder, la Universidad del norte de Colorado, la Universidad Estatal de Utah y la Universidad del estado occidental de Colorado. La editora se estableció en 1965.

## Series
Entre las series publicadas por la universidad, destacan las siguientes:
- Cuentos de Quetzalcoatl
- Escritos de vida de mujeres de la frontera
- Estudios IMS de cultura y sociedad
- Historia de Colorado
- Historia y cultura atómicas
- Libros Timberline
- Minería del oeste americano
- Mundos mesoamericanos
- Nikkei en las Américas
- Premio Colorado de Poesía
- Premio de poesía May Swenson
- Prensa digital informática y composición
- Prensa Sociedad y Recursos Naturales
- Serie de libros Sociedad y recursos naturales
- Serie de monografías IMS